# Shock and Awe
Shock and Awe (Desvelando la verdad en España) es una película estadounidense de drama dirigida por Rob Reiner y escrita por Joey Hartstone. La película está protagonizada por Woody Harrelson, Tommy Lee Jones, James Marsden, Milla Jovovich, y Jessica Biel.La película tuvo su estreno mundial en el Festival de Cine de Zúrich , el 30 de septiembre de 2017, y fue estrenada a través de DirecTV Cinema el 14 de junio de 2018, antes de tener un estreno limitado el 13 de julio de 2018, por Vertical Entertainment.

## Sinopsis
En el año 2003, mientras el gobierno de George Bush se prepara para la invasión de Irak, un grupo de periodistas escépticos cuestionan las declaraciones que indican que Saddam Hussein esconde armas de destrucción masiva.

## Reparto
- Woody Harrelson como Jonathan Landay.[5][6][7]
- James Marsden como Warren Strobel.[8][9][10]
- Rob Reiner como Juan Walcott.[11][12][13]
- Tommy Lee Jones como Joe Galloway.
- Jessica Biel como Lisa Mayr.
- Milla Jovovich como Vlatka Landay.[14][15][16]
- Richard Schiff como de The Usual.
- Al Sapienza como Carl.
- Luke Tennie como Adam Green.
- Kate Butler como Nancy Walcott.

## Producción
El 12 de julio de 2016, Woody Harrelson se unió al elenco de la película. El 13 de julio de 2016, James Marsden también se incorporó a la película.

### Rodaje
La fotografía Principal de la película comenzó en Luisiana el 5 de octubre de 2016. En octubre de 2016, Alec Baldwin, dejó la producción, según los informes, debido a conflictos de tiempo. En noviembre de 2016, el rodaje también tuvo lugar en Washington D. C.

## Estreno
La película tuvo su estreno mundial en el Festival de Cine de Zúrich, el 30 de septiembre de 2017. Poco después, Vertical Entertainment y DirecTV Cinema adquirieron los derechos de distribución de la película. La película fue estrenada a través de DirecTV Cinema el 14 de junio de 2018, antes de ser esrenada de forma limitada el 13 de julio de 2018.

## Recepción
Shock and Awe ha recibido reseñas mixtas de parte de la crítica y de la audiencia. En el sitio web especializado Rotten Tomatoes, la película posee una aprobación de 30%, basada en 47 reseñas, con una calificación de 4.7/10 y con un consenso crítico que dice: "Shock and Awe tiene una historia digna de contar y algunos actores excelentes que intentan darle vida; desafortunadamente, los resultados finales siguen siendo tan derivados como dramáticamente inertes." De parte de la audiencia tiene una aprobación de 40%, basada en 340 votos, con una calificación de 2.8/5.
El sitio web Metacritic le ha dado a la película una puntuación de 47 de 100, basada en 18 reseñas, indicando "reseñas mixtas". Las audiencias encuestadas por CinemaScore le han dado a la película una "A-" en una escala de A+ a F, mientras que en el sitio IMDb los usuarios le han dado una calificación de 6.3/10, sobre la base de 7485 votos. En la página FilmAffinity la cinta tiene una calificación de 5.6/10, basada en 582 votos.